# Altmannsdorf (Gemeinde St. Pölten)
Altmannsdorf ist eine Ortschaft und eine Katastralgemeinde der Stadtgemeinde St. Pölten in Niederösterreich.

## Geografie
Das Dorf liegt am östlichen Ufer der Traisen zwischen Harland und Windpassing. Durch den Ort führen die Landesstraßen L5102 und L5107.

## Geschichte
Der Ortsname dürfte auf den Bischof Altmann von Passau (~1015–1091) verweisen, der längs der Donau die Pfarren neu organisierte, in St. Pölten das Hippolytuskloster erneuerte und 1091 im Stift Göttweig bestattet wurde. Die erste urkundliche Erwähnung des Ortes erfolgte im Jahr 1091. Im Jahr 1822 wurde der Ort als Dorf mit 16 Häusern erwähnt, das nach Pyhra eingepfarrt war, wohin auch die Kinder eingeschult wurden. Die Herrschaft Lilienfeld besaß die Ortsobrigkeit aus und besorgte die Konskription, während die Herrschaft Wand die Landgerichtsbarkeit ausübte. Die Untertanen und Grundholde des Ortes gehörten den Herrschaften Lilienfeld, Goldegg, und St. Pölten.
Laut Adressbuch von Österreich waren im Jahr 1938 in Altmannsdorf zwei Bäcker, ein Brennstoffhändler, ein Fleischer, ein Friseur, ein Fuhrwerker, zwei Gastwirte, drei Gemischtwarenhändler, ein Holzhändler, ein Schmied, ein Schuster, ein Tischler ein Wagner und mehrere Landwirte ansässig.